# کوئون‌اوسو، سایتاما
کوئون‌اوسو در استان سایتاما در کشور ژاپن واقع شده‌است که دارای جمعیت ۱۱۹٬۷۶۸ نفر و مساحت ۶۷٫۴۹ کیلومتر مربع با تراکم جمعیت ۱٬۷۷۵ نفر در کیلومترمربع است و در تاریخ ۳۰ سپتامبر ۱۹۵۴ به عنوان شهر شناخته شد.